# Jean-Christophe Sandrier des Pommelles
Pour les articles homonymes, voir Sandrier et Mitry.
Jean-Christophe Sandrier de Mitry, dit le Chevalier des Pommelles, né le 29 décembre 1746, à Sens et mort le 15 octobre 1806, est un contre-révolutionnaire français, connu pour avoir été l'un des principaux membres de l'Agence royaliste de Paris.

## Biographie
Membre de la famille Sandrier de La Tour de Mitry, originaire de l'Yonne, Jean-Christophe est le fils d'un avocat du Parlement de Paris. 
Il devient lieutenant-colonel du 5e régiment d'état-major en 1788, puis colonel du régiment des grenadiers de l'Orléanais en 1790. Chevalier de Saint-Louis et secrétaire de Cazalès et de l'abbé Maury, il devient journaliste au Journal général de l'abbé de Fontenai. Il écrit également sous les pseudonymes de « Thibaud » ou du « Caporal » et devient le principal correspondant du comte d'Antraigues de 1790 à la fin de l'année 1795. Il entre ensuite dans la clandestinité à partir de la déclaration de guerre à l'Autriche le 20 avril 1792. 
Blessé lors de la journée du 10 août 1792 et régulièrement menacé durant la Terreur, il ne se soumet pas pour autant et poursuit ses activités jusqu'à l'insurrection royaliste du 13 vendémiaire an IV et au démantèlement du réseau secret la « manufacture ». Il entre après cela au sein du nouveau réseau constitué par l'abbé Brotier et travaille donc directement pour William Wickham et Louis XVIII. Il sera le seul à parvenir à s'échapper lors du coup de filet réussi du Directoire contre l'agence en mars 1797. Il sombre ensuite dans un complet anonymat.